# Ембарго
Емба́рго (від ісп. embargo, embargar — накладати арешт, перешкоджати, заважати. Походить від лат. imbarricare — перешкоджати, заважати) — торговельно-економічні обмеження, накладені державою як репресії стосовно іншої держави, щоб завдати їй матеріальної шкоди.
Ембарго (повне або часткове) – заборона чи обмеження експорту товарів до держав, визначених міжнародними організаціями, членом яких є Україна, або до держав, щодо яких проводиться відповідна національна політика. 

## Різновиди
- Накладення державою заборони на ввіз з інших держав чи вивіз із держави золота, іноземної валюти, окремих товарів, зброї та ін.
- Заборона державною владою заходу в свої порти іноземних кораблів або їх виходу.
- Часткове або повне припинення торгівлі з деякими країнами за рішенням ООН або іншої міждержавної організації як репресивний захід до певної держави за порушення Статуту ООН або інших негативних дій.

## Історія
Перше відоме застосування ембарго відбулося в 432 році до н. е., коли Афінський морський союз заборонив торговцям з Мегари відвідувати свої ринки, тим самим задушивши економіку полісу-конкурента. Однак лише у XX столітті використання таких економічних санкцій стало систематичним.
У Московській державі наприкінці XVI — у 1-й пол. XVII ст. існувала заповідь-заборона на їх імпорт і експорт «заповідних товарів». Зокрема, царським урядом з ідеологічних, економічних чи політичних причин заборонявся імпорт і експорт хрестів, хліба, солі, воску, міді, селітри. Для українського експорту в той час особливе значення мала заборона ввозу в Московське царство горілки й тютюну. Для боротьби із забороненим імпортом на кордонах Московії була поставлена сторожа й влаштовувалися «засіки». До порушників вживалися репресії аж до смертної кари. Однак боротьба з імпортом у Московію горілки й тютюну не була послідовною, оскільки московські виробники цих товарів не могли задовольнити санкціоновані царським урядом масові закупівлі тютюну та горілки для царських кабаків. За таких умов імпорт цих товарів з Гетьманщини неухильно зростав, що сприяло інтенсифікації українського сільського господарства і прогресивним змінам у ньому. Укази Петра I про «заповідні товари.» 1714—1718 років були спеціально спрямовані на врегулювання торгівлі з Гетьманщиною для задоволення політичних і фіскальних інтересів Московії та примноження її скарбу.
Сучасна історія ембарго як «економічної зброї» починалася під час Першої світової війни, коли Велика Британія та Франція намагалися ізолювати Німеччину та її союзників від світової економіки. Німеччина, яка почали будувати свою імперію відносно пізно, була змушена покладатися на купівлю ресурсів, якими вона сама не володіла на підконтрольних територіях. Її економіка, наприклад, залежала від іноземного марганцю, який вона оплачувала через глобальну фінансову систему, зосереджену на Лондоні. Коли Перша світова війна наближалася до кінця, деякі критики уявляли ембарго як засіб знешкодити майбутніх агресорів «без краплі крові». Разом з тим ембарго призвели до смерті від голоду чи хвороб 300 тис. — 400 тис. людей у Центральній Європі і 500 тис. в Османській імперії, при цьому не зігравши вирішальної ролі в поразці Німеччини.
Ліга Націй, а згодом і Організація Об'єднаних Націй, відігравали ключову роль у запровадженні санкцій проти країн на початку XX століття. Ліга Націй, однак, не включала Сполучених Штатів. Через це їй було важко відгородити економіку Італії від решти світу, коли в 1923 році вона бомбардувала грецький острів Корфу. Та все ж коли Італія вторглася в Ефіопію, Ліга швидко оголосила її агресором, і 52 з 58 її членів застосували санкції проти Італії, заборонивши імпорт, і намагалися перекрити Італії доступ до іноземної валюти. Але Велика Британія та Франція, побоюючись, що Італія може атакувати їх, не накладали жорсткішого ембарго й не допомагали самій Ефіопії. В результаті Італія перейшла в залежність від Німеччини без катастрофічних для себе наслідків. А сама Німеччина та Японія взяли курс на самозабезпечення, для чого стали окуповувати прилеглі території та захоплювати джерела ресурсів. Нацистське керівництво Німеччини розглядало загрозу іноземних санкцій як додаткове виправдання свої загарбань. Таким чином, страх Адольфа Гітлера перед санкціями та блокадою був одним із факторів його рішення вторгнутися в Польщу в 1939 році, що прискорило Другу світову війну. У липні 1941 року, після вторгнення Японії в Індонезію, японські активи в Сполучених Штатах були заморожені, що унеможливило Японії використовувати свої золоті запаси для закупівлі нафти та інших стратегічних потреб. Цей крок допоміг японським прибічникам подальшої експансії переконати уряд атакувати Перл-Гарбор.
Закон про експортний контроль 1949 року надав додаткові повноваження США контролювати торгівлю з її ворогами. Вашингтон згодом переконав Західну Європу співпрацювати в обмеженні експорту стратегічних товарів до Радянського блоку держав. Союзні до СРСР Північна Корея і Китай зіткнулися з майже повним торговельним ембарго. Побоюючись контрабанди через країни третього світу, протягом 1950-х років весь імпорт «китайського типу», включаючи такі товари, як соєвий соус та фрукти лічі, перевірявся з боку торгових чиновників США. Для адміністрування цих санкцій з'явився новий бюрократичний апарат — Управління контролю за іноземними активами Міністерства фінансів (OFAC). Коли президент США Гаррі Трумен оголосив «надзвичайний стан країни» після початку Корейської війни, цей стан залишався в силі чверть століття, надавши правонаступникам Трумена юридичні повноваження розширювати санкції проти соціалістичних В'єтнаму, Камбоджі та Куби.
У 1962 році Генеральна Асамблея ООН переважною більшістю голосів рекомендувала ввести економічне ембарго проти Південної Африки, щоб завадити незалежності європейських колоній. Проте схвалюючи ембарго на поставки зброї, Британія та Сполучені Штати не допустили голосування в Раді Безпеки санкцій проти Південної Африки, посилаючись на історичний досвід їхньої неефективності. А санкції проти Родезії було знехтувано через контрабанду. В 1970 році Сполучені Штати вперше застосували своє право вето в ООН, зупинивши пропозицію посилити санкції проти Родезії. У 1971 році Конгрес прийняв поправку Берда, яка дозволяла імпортувати стратегічні матеріали з Родезії, а саме хром.
Після іранської революції 1979 року, коли новий уряд Ісламської Республіки взяв у заручники 52 американців, президент США Джиммі Картер безрезультатно заморозив іранські активи в банках США. Відповідно до Закону про міжнародні надзвичайні економічні повноваження 1977 року, президент США більше не міг посилатися на Закон про торгівлю з ворогом у мирний час. Натомість, у 1981 році, після того, як комуністичний уряд Польщі репресував опір, адміністрація Рональда Рейгана покарала Радянський Союз, застосувавши санкції, щоб не допустити будівництва газопроводу з Сибіру до Західної Європи. Пропозиції подальших санкцій спричинили інтенсивну опозицію з боку західноєвропейських союзників Америки, що змусило Рейгана скасувати санкції.
Закінчення Холодної війни відкрило нові можливості для санкцій. Розпад Радянського Союзу підігрівав твердження, що демократичний капіталізм є єдиним успішним способом організації сучасного суспільства. 1990-ті роки стали «санкційним десятиліттям». Рада Безпеки ООН вводила санкції 10 разів (за попередні чотири десятиліття лише 2 — проти Родезії та Південної Африки). Цілями санкцій були покарання за порушення прав людини в Югославії, Руанді та Анголі; за незаконне вторгнення Іраку в Кувейт; і підтримку тероризму з боку урядів Судану, Лівії та Афганістану. Проте до кінця десятиліття експерти засумнівались в ефективності більшості цих заходів. Після того, як війна в Перській затоці змусила іракські сили вийти з Кувейту, але залишила при владі Саддама Хусейна, програми санкцій ООН обмежили здатність Іраку продавати нафту та імпортувати товари. Покликані перешкодити Хусейну створити арсенал хімічної, ядерної та біологічної зброї, санкції разом з тим спричинили нестачу їжі та ліків для громадян Іраку. У відповідь і ООН, і Сполучені Штати вдалися до так званих «розумних санкцій», спрямованих на банківські рахунки та привілеї еліти, а також установи з «відмивання грошей».
Коли сила «розумних санкцій» стала очевидною, адміністрації Буша, Обами та Трампа все більше покладалися на них. У 2005 році так було спричинено крах банку в Макао, який володів північнокорейськими активами. Іран перебував під різними санкціями США з 1979 року. Під санкції потрапили не тільки іранські фірми, а й будь-які європейські компанії, які вели з ними бізнес. Після 2011 року поєднання нових фінансових санкцій та співпраці європейських союзників створило достатній тиск, щоб посадити Іран на стіл переговорів і змусити його пообіцяти припинити роботу над своєю програмою ядерної зброї в обмін на послаблення санкцій.
На 48-й сесії Ради з прав людини 16 вересня 2021 року Верховний комісар ООН з прав людини Мішель Бачелет закликала уряди критично переоцінити застосування санкцій, щоб уникнути їхнього негативного впливу на права людини. Адже в деяких випадках ембарго створювало перешкоди для імпорту основних продуктів харчування та медичних товарів.
Ембарго, задіяні проти Росії, вбачаються в 2022 році головним засобом змусити її припинити збройну агресію в Україні. Європейський Союз, США, Велика Британія перестали купувати багато російських товарів і припинили експорт у Росію товарів подвійного призначення (що використовуються і в цивільній і в військовій сферах, як-от хімікати й лазери). Головні російські банки відімкнули від світової банківської системи SWIFT, багато їхніх активів заморожено. Санкції спрямовано також проти сотень впливових росіян, що обмежує їхні статки та свободу пересування світом.